# Museo diocesano e capitolare di Terni
Il museo diocesano e capitolare di Terni è stato inaugurato il 23 giugno 2005. È intitolato al sacerdote Fabio Leonardis (1950-2008).

## Descrizione
In 400 m² ospita opere d'arte sacra, realizzate tra il Quattro e il Settecento e provenienti dalle chiese della diocesi di Terni-Narni-Amelia. Vi spiccano opere di scuola umbra, tra cui un raro crocifisso alla maniera di Giovanni Pisano databile al XIV secolo, e più in generale centro-italiane, come una pregevole Madonna col Bambino del Sassoferrato o la Circoncisione di Gesù di Livio Agresti. 
È poi presente una sezione dedicata all'arte contemporanea, che occupa un ulteriore spazio  di 250 m² e conserva opere di Paolo Borghi, Bruno Ceccobelli, Ricardo Cinalli, Dino Cunsolo, Oliviero Rainaldi e Claudio Caporaso.